# Gustavo Cabral
Gustavo Cabral est un footballeur argentin né le 14 octobre 1985 à Isidro Casanova. Il évolue au poste de défenseur.